# Jinbei 750
Jinbei 750 — це компактний мінівен, що випускається компанією Jinbei з 2015 року.  З 2019 року модель також отримала назву SWM X2. 

## Огляд

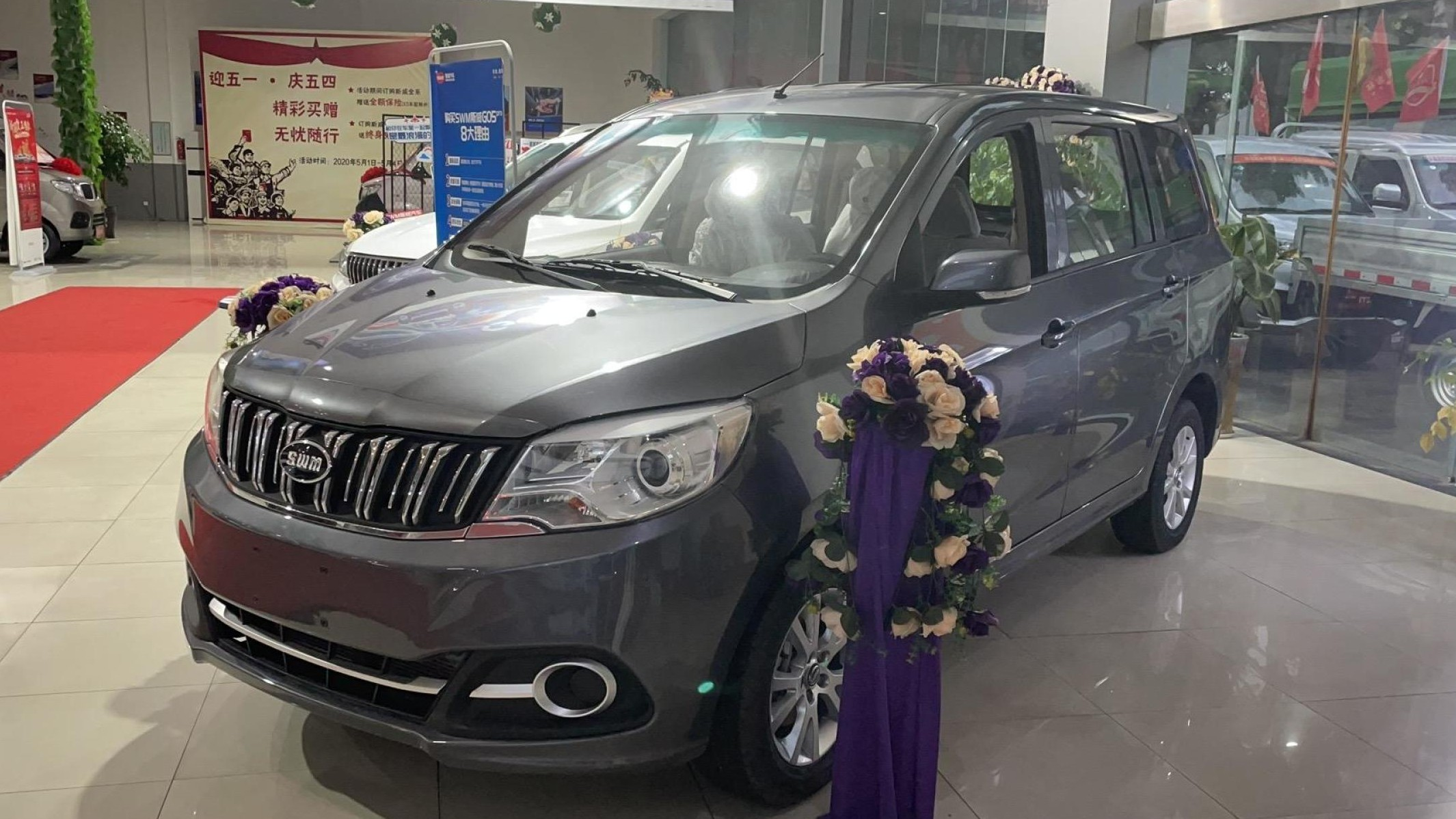
SWM X2

Jinbei 750 дебютував у квітні 2015 року під час Шанхайського автосалону 2015  і відразу ж був представлений на автомобільному ринку Китаю за ціною від 53 800 юанів до 63 800 юанів ($8660-$10270). 
Jinbei 750 — це семимісний MPV із конфігурацією 2-2-3, який наразі доступний лише з 1,5-літровим чотирициліндровим бензиновим двигуном потужністю 112 к.с. і крутним моментом 147 Нм у поєднанні з п’ятиступінчастою механічною коробкою передач. Пізніше був запущений 1,5-літровий турбомотор потужністю 136 кінських сил.  

## SWM X2
SWM X2 — це компактний мінівен, випущений у 2019 році і виготовлений китайським автовиробником SWM. По суті, це перероблений Jinbei 750 із оновленими передніми гратами радіатора. 